# Rockwell HiMAT
Rockwell HiMAT (Highly Maneuverable Aircraft Technology) bylo americké nadzvukové  bezpilotní experimentální letadlo vyrobené společností Rockwell International v 70. letech 20. století. Cílem projektu v němž se angažovala organizace NASA a americké letectvo, bylo vyvinout technologie pro supermanévrovatelná letadla, která by mohla sloužit jako prototypy pro vývoj nových vojenských letadel.
Rockwell HiMAT byl speciálně navržen pro demonstraci vysoké manévrovatelnosti a obratnosti. Byl poháněn proudovým motorem a měl jednoduchou konstrukci, která umožňovala snadné úpravy a výměnu součástek. Výzkumný tým také vyvinul nové systémy pro řízení letu a navigaci.
Rockwell HiMAT se stal významným průlomem v oblasti letectví a poskytl mnoho užitečných informací pro vývoj nových letadel. Některé technologie a systémy, které byly vyvinuty pro Rockwell HiMAT, byly později použity u mnoha jiných letadel.

## Vývoj
V průběhu 70. let. 20. století se američtí výrobci letadel snažili vyvinout nové koncepty pro stíhací letadla, která by oproti předchůdcům byla svižnější a poskytovaly letounům lepší obratnost. Příčinou těchto snah byly zkušenosti z války ve Vietnamu, kdy piloti řady letounů navržených v průběhu let 1960 až 1970 ztráceli kontrolu nad řízením při letech pod vysokým úhlem náběhu. V prosinci roku 1971 byla uspořádána konference Stall/Post-Stall/Spin Symposium, která se zaměřila na tuto problematiku a z níž vzešly návrhy a požadavky na další generace stíhacích letounů, které by měly větší obratnost a zachovávaly si svou ovladatelnost i při vyšších úhlech náběhu.
K řešení problémů s ovladatelností a obratností přispěl rozvoj výpočetní techniky a systém fly-by-wire (FBW), které umožnily návrh letounů s přirozenou nestabilitou. Mezi testovací letouny patřil HiMAT nebo upravený BAe Jaguar Active Control Technologies.
Program Highly Maneuverable Aircraft Technology byl zahájen v roce 1973. Za program letounu zodpovídalo Drydenovo letecké výzkumné středisko (později přejmenované na Armstrongovo). V srpnu roku 1975 získala společnost Rockwell kontrakt v hodnotě 17,3 milionů dolarů na stavbu dvou dálkově ovládaných letounů. Na vývoji podílelo také Amesovo výzkumné centrum. Rockwell měl postavit letoun, který dokáže delší dobu letět v zatáčce s přetížením až 8G při rychlosti Mach 0,9 ve výšce 30 000 stop (9 100 m) s rádiusem mise 300 námořních mil (560 km).
Jedním z vedlejších cílů programu HiMAT bylo použití výpočetních a simulačních nástrojů pro aerodynamický a strukturální návrh letounu s cílem redukovat množství nákladných testů v aerodynamických tunelech. Jako součást vývoje letounu vznikl také testovací autopilot FTMAP pro řízení letounu při provádění kritických manévrů.
Letouny byly dodány do Drydenu v březnu a červnu 1978. Letoun HiMAT absolvoval svůj první let 27. července 1979.
Do svého vyřazení v roce 1983 absolvovaly letouny HiMAT 26 letů.
Pořízení letounů HiMAT vyšlo na 17,3 milionů USD, náklady na předletovou přípravu prvního letounu stály 4 miliony USD u druhého letounu 2 miliony USD.

## Přínos
Vývoj letounu měl vliv na systémy řízení fly-by-wire a o digitálním řízení. Pomohl také získat zkušenosti s aplikací kompozitních materiálů ze skelných a uhlíkových vláken, které zpevnily konstrukci letounu, což umožnilo dosahovat manévrů s větším přetížením. Získané znalosti měly další vliv na výzkum a vývoj těchto materiálů. Přínosem programu byla data zaměřená na zkoumání aeroelasticity. Letoun poskytl data o vlivu wingletů a kachních ploch umístěných blízko sebe.  Na program HiMAT navázaly další programy. Například Advanced Design Composite Aircraft (ADCA), Advance Fighter Technology Integration (AFTI) nebo třeba Advanced Tactical Fighter, z něhož později vzešel stíhací letoun pro vybojování vzdušné nadvlády Lockheed Martin/Boeing F-22 Raptor.
Z vývoje letounu HiMAT také těžil letoun Grumman X-29.
Společnost Rockwell spolu se společností MBB spolupracovala s firmou Saab na návrhu stíhacího letounu JAS-39 Gripen. Společnost Rockwell se zaměřovala na návrh konfigurace křídla, které vycházelo ze zkušeností s letounem HiMAT.

## Současné umístění
- RPRV-870 HiMAT se nachází v galerii „Beyond the Limits“ Národního muzea letectví a kosmounautiky, které je součástí Smithsonova institutu ve Washingtonu D.C.[4][2][11][12]
- RPRV-871 HiMAT, který prošel restaurováním je od roku 2018 vystaven na nádvoří návštěvnického centra Armstrongova leteckého výzkumného střediska[4][2]

## Konstrukce
Letouny HiMAT byly postaveny jako modely letadel zmenšených na přibližně 44 % velikosti letounu F-16.  HiMAT byl navržen jako středoplošník, který byl poháněn proudovým motorem General Electric J85-21, jehož vstup vzduchu se nacházel na spodní straně trupu letadla, zhruba na úrovni naznačeného kokpitu. Vyústění motoru mělo trysku kruhového průměru, ale uvažovalo se také o experimentech s vektorováním tahu k čemuž u letounu HiMAT měl posloužit 2D systém vektorování tahu. Tento experiment nebyl realizován, došlo jen k vytvoření makety systému. Konfigurace letounu se mohla přizpůsobovat experimentům například se počítalo se záměnou šípových křídel za křídla s negativním šípem. Letoun byl také vybaven kachními plochami a dvojicí svislých ocasních ploch. Nebyl vybaven klasickým kolovým podvozkem, ale zatahovacím ližinovým podvozkem. Byl vypouštěn ze závěsníku z letounu NB-52B.
Letoun byl řízen dálkově z pozemní stanice a pro případ ztráty spojení s pozemní stanicí bylo možné převzít řízení letounu ze zadního sedadla stíhacího letounu TF-104G.

## Specifikace
Rozměry letounu pochází z technického memoranda NASA 86725
Technické údaje
- Posádka: 0
- Užitečný náklad: ? kg
- Rozpětí: 4,8 m
- Délka: 7,2 m
- Výška: 1,3 m

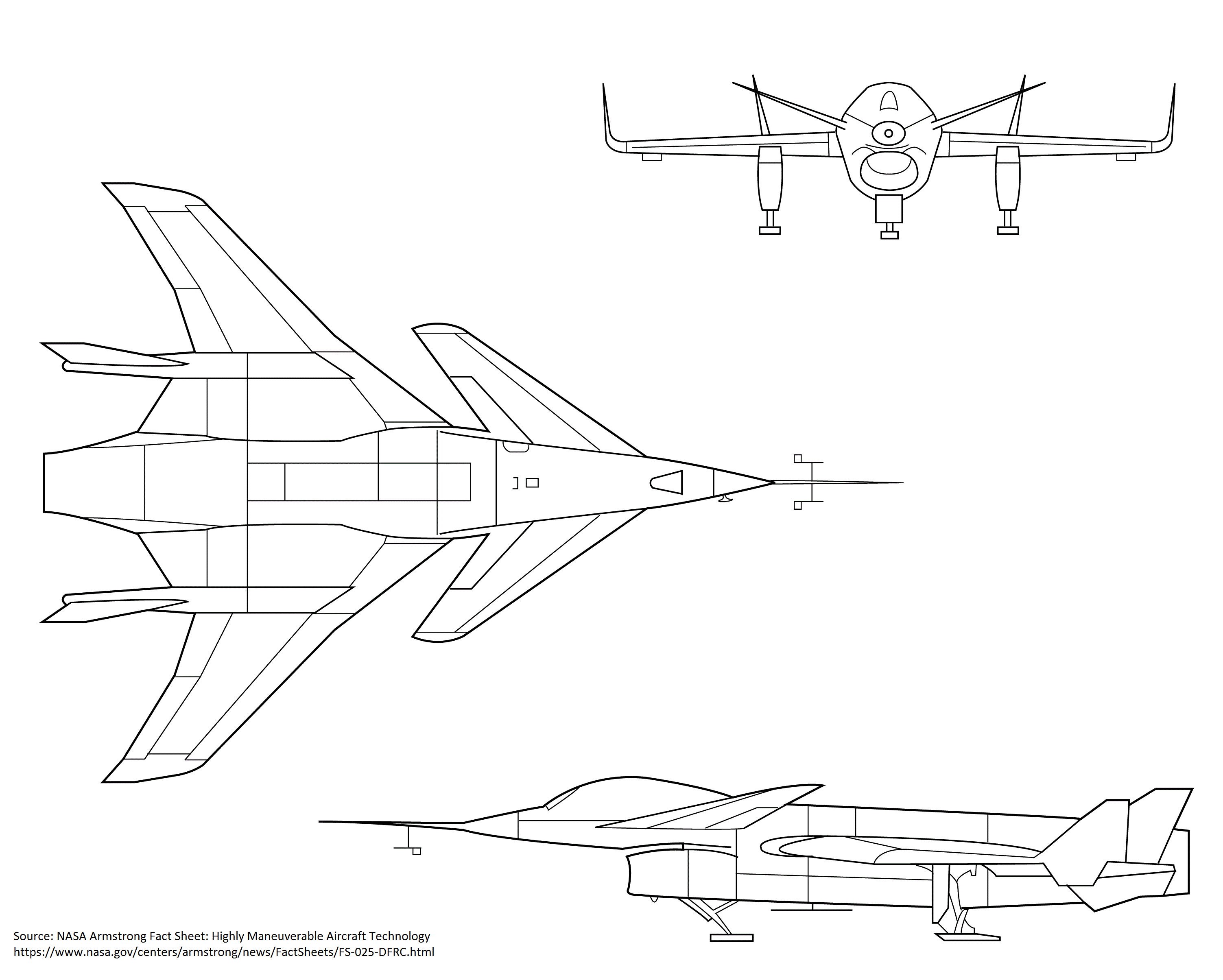
Nákres letounu

- Max. vzletová hmotnost : 1 543 kg
- Pohonná jednotka: 1x proudový motor General Electric J85-21 s přídavným spalováním o tahu 22,24 kN [1]

Výkony
- Maximální rychlost: Mach 1,4[1]

## Galerie
- Letoun HiMAT zavěšený na závěsníku pod křídlem letounu NB-52B před vypuštěním ke zkušebnímu letu.
- HiMAT zachycený za letu poblíž letecké základny Edwards
- Pozemní řídící stanoviště letounu HiMAT
- Syntetický vizuální displej letounu HiMAT. Jedná se o syntetický pohled z 3D perspektivy ven z kokpitu vytvořený pomocí vizuálního displeje. Objekt v popředí je 3D model pitotovy trubice letounu HiMAT a v dálce je zobrazen terén a ranvej.
- HiMAT s maketou 2D vektorování tahu